# مقاطعة وارين (نيو جيرسي)
مقاطعة وارين (بالإنجليزية: Warren County, New Jersey)‏ هي إحدى مقاطعات ولاية نيو جيرسي في الولايات المتحدة. تأسست سنة November 20, 1824، بلغ عدد سكانها 108692 نسمة في عام 2010 حسب إحصاء مكتب تعداد الولايات المتحدة وتصل الكثافة السكانية فيها 117 نسمة/كم2.

## وصلات خارجية
- United States Counties